# 福井裕太
福井 裕太（ふくい ゆうた、1987年12月21日 - ）は、日本のプロスカッシュプレイヤー。

## 人物・略歴
- 愛知県名古屋市出身。世界ジュニア選手権、世界選手権日本代表などに選出。
- 2008年第37回全日本選手権で史上最年少優勝。

## 主な戦績
- 2000年・ジャパンジュニアオープンU13優勝
- 2000年・全日本ジュニアU13優勝
- 2002年・ジャパンジュニアオープンU15優勝
- 2002年・全日本ジュニアU15優勝
- 2003年・ジャパンジュニアオープンU17優勝
- 2004年・全日本ジュニアU19優勝
- 2005年・全日本ジュニアU19優勝
- 2006年・全日本ジュニアU19優勝
- 2008年・サンセットブリーズカップ初代王者決定戦優勝
- 2008年・SQ-CUBE CUP優勝
- 2008年・第2回サンセットブリーズカップ優勝
- 2008年・全日本選手権優勝

## 主な日本代表
- 2005年・ミロオールスタージュニア日本代表
- 2006年・ミロオールスタージュニア日本代表
- 2006年・アジアジュニア選手権日本代表
- 2006年・世界ジュニア選手権日本代表
- 2007年・東アジア選手権大会日本代表
- 2007年・世界選手権日本代表
- 2008年・東アジア選手権大会日本代表
- 2008年・アジア選手権日本代表